# Autopista Presidente Héctor J. Cámpora
La Autopista Presidente Héctor J. Cámpora (AU7) es una de las autopistas que forman la red de autopistas urbanas de la ciudad de Buenos Aires, Argentina.
Ocupa el antiguo trazado de la Avenida Lacarra y recorre el Parque Almirante Brown. Bajo su viaducto se han instalado numerosas villas de emergencia.

## Historia
Originalmente formó parte del complejo Plan de autopistas urbanas confeccionado en 1976, durante la gestión del intendente de facto brigadier Osvaldo Cacciatore.
En su concepción original, la AU7 Occidental correría elevada entre la ribera del Riachuelo hasta la zona Noroeste de la Capital, en su intersección con la Avenida General Paz. La construcción de puentes en la parte más despoblada (Parque Almirante Brown), fue comenzada en 1980 y posteriormente suspendida en 1982. La estructura, a medio construir, permanenció abandonada hasta septiembre de 1998, cuando el Jefe de Gobierno porteño Fernando De la Rúa, reinició la obra, aunque ya no en toda su extensión original, sino únicamente en el tramo que iba desde la Avenida Dellepiane hasta la Avenida 27 de Febrero, junto al Riachuelo, aprovechando los viaductos que se habían llegado a construir durante la década anterior.
Su primer tramo fue inaugurado el 8 de junio de 2000 por el jefe de gobierno Enrique Olivera. El 18 de octubre de 2002, el jefe de gobierno Aníbal Ibarra inauguró el distribuidor en la desembocadura de la autopista, en la Avenida 27 de Febrero, a la vera del Riachuelo. El 20 de septiembre de 2018 el entonces presidente Mauricio Macri inauguró un puente que cruza el Riachuelo y comunica la autopista con el Partido de Lanús, en el Gran Buenos Aires.

## Toponimia
Mediante la ley 769, la Legislatura de la Ciudad de Buenos Aires la denominó Doctor Héctor J. Cámpora el 2 de mayo de 2002, en honor al presidente justicialista. El 5 de septiembre del mismo año, mediante la ley 880, cambió el término Doctor por el de Presidente.

## Recorrido
A continuación, se presenta un mapa esquemático con los accesos y lugares de referencia de esta autopista.
|  | RMCONTg |

| RMq | RMIdu | RMq |

|  | RM |

| STADIUM | RM |  |

| STRq | RMIdu | STRq |

| WDOCKS | RM |  |

|  | RM |

| STRq | MWKRZo | STRq |

|  | RGuq + RM | TRAIN2 |

|  | RGuq + RM | lDAMPF |

| lNAT | RM | lHUT |

| STRq | RMIdo | STRq |

|  | RM |

| STRq | MWNODEe | STRq |

| WASSERq | WASSERq | WASSERq |